# مارتين آموس
مارتين آموس (بالإنجليزية: Martyn Amos)‏ هو عالم حاسوب ومهندس بريطاني، ولد في 1971.